# Radíkov (Přerov)
Radíkov é uma comuna checa localizada na região de Olomouc, distrito de Přerov.